# Česká literatura v letech 1900–1945
Periodizace
V české literatuře se první polovinou 20. století chápe období od nástupu České moderny v polovině 90. let 19. století po konec druhé světové války v roce 1945, během něhož došlo k zásadním společensko-politickým událostem, odrážejících se i v samotné literatuře.
Víru v silnou individualitu a technologický rozvoj zcela ochromila první světová válka (1914–1918), jejímž výsledkem byl mimo jiné i rozpad Rakouska-Uherska a vznik samostatné Československé republiky. Během tzv. první republiky došlo k do té doby neuskutečnitelnému kulturnímu rozkvětu českých zemí včetně početné německé menšiny. Ve 30. letech se naplno projevila tzv. velká hospodářská krize, vedoucí k prohloubení sociálních rozporů ve společnosti. V roce 1939 vypukla již druhá světová válka, trvající až do roku 1945.
Vývoj
Druhá polovina 19. století byla ve znamení výrazné proměny života. Vědecké objevy, rozvoj techniky, úpadek vlivu církve znamenaly krizi tradičních hodnot a vyvolávaly v lidech hromadné pocity nejistoty, označované jako „fin de siècle“ (konec století). Východiskem jim měl poskytovat silný individualismus podle filozofie Arthura Schopenhauera a Friedricha Nietzscheho. V tomto duchu se v českém prostředí vyvíjela generace České moderny. Významnou část literární produkce však stále zastávali starší lumírovci a autoři realistické, naturalistické a historické prózy.
O sblížení literatury s běžným životem se od počátku nového století snažili tzv. anarchističtí buřiči. Složité abstraktní symboly nahrazovali věcností, vyznačovali se daleko větší materializací lidského života než jejich předchůdci.
Autoři generace předválečné moderny zase tíhli k novým uměleckým směrům (výrazně spjatých i s výtvarným uměním) jako kubismus, futurismus či civilismus v evropských literaturách (zejména té francouzské) po vzoru Guillauma Apollinaira. Dbali na dynamické pojetí umění, důležitým tématem jim byla moderní civilizace.
Důvěru v lidský pokrok však poté zastavila první světová válka. Do té doby nejděsivější konflikt v dějinách zásadně ovlivnil způsob pohledu na svět. Pozornost se přesunula k člověku a zásadním otázkám jeho života.
V českém prostředí bylo období války spojeno i s intenzivním bojem o samostatný československý stát. Stupňující se tlak politické a kulturní veřejnosti vyústil v tvrdé perzekuce – Machar s Dykem dokonce skončili ve vězení. Po nástupu císaře Karla I., jehož první kroky vedly k částečnému zmírnění situace, někteří politici vyjádřili věrnost rakouské monarchii. Proti tomu se postavili literáti zveřejněním tzv. Manifestu českých spisovatelů z května 1917, který podepsalo přes 200 autorů.
Po válce nastal rozvoj demokracie (v literatuře charakteristický především pro silnou skupinou kolem Lidových novin), na druhé straně však bylo Československo ohroženo nástupem totalitních režimů v sousedních zemích (Polsko, Německo, Maďarsko, ...). To se následně stále více projevovalo i na domácí scéně.
Znaky
V tomto období vzniklo (popř. se rozšířilo) několik filosofických proudů které ovlivnily literaturu:
1. Pragmatismus: Zdůrazňuje princip užitečnosti, svět může být spasen pouze lidskými skutky. Zdůrazňuje individualismus a popírá rozumové poznání světa. (např. Karel Čapek)
2. Existencialismus: Vznikl od slova existovat – být. Tento směr neguje vědu, pravdu a poznání považuje za subjektivní akt. Z toho vyplývá popírání rozumového poznání světa. Přichází uvědomění si smrti jako nutného konce, z toho vyplývá úzkost a vědomí osamělosti.
3. Marxismus-leninismus
4. Fašismus
5. Nihilismus

Prvkem, který výrazně ovlivnil literaturu byl prudký rozvoj gramotnosti a vzdělanosti vůbec – to zvýšilo poptávku po literatuře a spolu s rozvojem techniky tak umožnil pokles ceny knih i časopisů. Se stoupajícím počtem čtenářů došlo ke zvýšení svobody a nezávislosti autora, což vedlo k souběžnému uvolňování konvencí a volání po ještě větší svobodě. Nedošlo sice k úplnému zrušení cenzury, ale došlo k jejímu radikálnímu omezení; po roce 1938 byla cenzura velmi přísná.
Prioritou bylo právo osobitého vidění světa a jeho prožívání, což vedlo k vyhranění mnoha uměleckých směrů. Každý z nich vyjadřoval určitý životní postoj a filosofický názor (některé skupiny si odporují, jiné se doplňují, …). Drtivá většina básníků a spisovatelů prošla během svého vývoje několika styly, proto je většinou nelze jednoznačně zařadit. Většina směrů této doby pocházela z Francie, Itálie a Španělska, jejich trvání lze často vymezit relativně krátkým obdobím (cca 20 let).

## Od přelomu století po první světovou válku

### Česká moderna
V průběhu celého 19. století procházela česká literatura bouřlivým vývojem. Ovšem až v 90. letech se podařilo mladým autorům, volně spojeným podpisem Manifestu české moderny (1895), vymanit uměleckou tvorbu z podřízenosti společenským funkcím a politice staročeské a mladočeské strany. Ostře se vymezili proti starším generacím (především lumírovcům), s nimiž se často dostávali do vzájemných sporů.
Představitelé České moderny byli silně ovlivněni symbolismem v díle prokletých básníků. Zájem o lidskou duši (související s rozvojem psychologie) se přenesl i do jejich tvorby. Realismus byl nahrazen složitou symbolikou, pouhými náznaky. Typickými autory byli Otokar Březina, Antonín Sova a Karel Hlaváček. Na přelomu století však vliv symbolistické poetiky výrazně upadl.
Delší působnost v české literatuře si zachovalo dekadentní křídlo okolo literárně-výtvarného časopisu Moderní revue, vydávaného od roku 1894 až do roku 1925. Do jeho okruhu patřili Jiří Karásek ze Lvovic, Arnošt Procházka či Karel Hlaváček.
Třetím významným směrem této doby byl impresionismus. Pro svou menší vyhraněnost byl často kombinován s jinými uměleckými směry. Mezi hlavní představitele patřili Antonín Sova s Fráňou Šrámkem, dále pak Vilém Mrštík, Jiří Mahen, Marie Pujmanová, Rudolf Těsnohlídek nebo Růžena Svobodová.

### Anarchističtí buřiči
V prvním desetiletí nového století se okolo Neumannova časopisu Nový kult začala tvořit generace tzv. anarchistických buřičů, ovlivněná myšlenkami anarchismu (úsilí o neomezenou svobodu člověka a odmítání autority státu) a vitalismem Henriho Bergsona. Buřiči opovrhovali soudobou společností, její konzervativní morálkou a spořádanou existencí. Snažili se šokovat; psali o tabuizovaných tématech, vedli bohémský život. Své umění se snažili přiblížit obyčejnému životu.
Představitelé:
- Petr Bezruč
- Josef Mach
- Stanislav Kostka Neumann
- Fráňa Šrámek
- Karel Toman
- Viktor Dyk
- František Gellner